# Burt Reynolds
Burton Leon Reynolds, Jr. (Lansing, Michigan, Estats Units, 11 de febrer de 1936 - 6 de setembre de 2018), mundialment conegut el nom de Burt Reynolds, fou un actor, director i productor de cinema estatunidenc.
Era conegut per papers com Lewis Medlock a Deliverance, Paul Crewe a The Longest Yard, Bo «Bandit» Darville a Smokey and the Bandit, J.J. McClure a The Cannonball Run i Jack Horner a Boogie Nights: Va ser el número u de taquilla entre 1978 i 1982.

## Biografia
Fill de Burton Reynolds, d'origen cherokee i de Fern Miller, Burt Reynolds ha passat una part de la seva infantesa a Lansing a Michigan fins a la incorporació del seu pare a la US Army. Acompanyat de la seva mare i germana, marxa a viure a Fort Leonard Wood, on va viure dos anys fins a la marxa del pare cap a Europa. El 1946, després d'una breu tornada a Lansing, la família s'instal·la a Riviera Beach a Florida on el seu pare serà cap de la policia.
Enamorat de futbol americà, el segon any al College a Palm Beach High School, s'incorpora a l'equip júnior de Florida com corredor i rep nombroses ofertes. Després de graduar-se entra a la universitat de Florida gràcies a una borsa d'estudi dedicada a l'esport. Espera esdevenir futbolista professional, però es fereix en el primer partit de la temporada. Ferida que s'agreujà un any més tard per un accident de cotxe. Decideix llavors fer-se policia però el seu pare li suggereix acabar els seus estudis per tal d'esdevenir agent de provació.
S'inscriu al College de Palm Beach on segueix els cursos de Watson B.Duncan III que li descobreix un talent d'actor. Li dona un paper a Outward Bound, per la qual guanya un premi el 1956 per a la seva interpretació. Alguns anys més tard, declararà que Duncan ha estat la persona més influent de la seva vida.
Burt Reynolds fou igualment membre de la fraternitat Phi Delta Theta de Florida.

## Carrera
El premi d'interpretació rebut per a Outward Bound  inclou igualment una borsa per integrar-se en una tropa de teatre, el «Parc Hyde Playhouse» a Nova York per a l'estiu. Encara que se li proposin papers més madurs, Burt Reynolds no considera una carrera artística, i allò malgrat les bones crítiques a l'obra Te i Simpatia de Robert Anderson al Neighborhood Playhouse a Nova York. Marxa tanmateix de gira on els seus talents de conductor de bus són tan apreciats com els d'actor.
Després de la gira, Burt Reynolds torna a Nova York on integra una escola de teatre en companyia de Franck Gifford, Carol Lawrence, Red Buttons i Jan Murray. Després d'una actuació mediocre, considera tornar a Florida. Tanmateix obté un paper a Mister Roberts amb Charlton Heston. Malgrat els consells de Josh Logan que li diu d'anar a Hollywood, no es troba prou a punt per a tal salt.
Esperant una oportunitat, Burt Reynolds accepta petites feines (servidor, xofer/repartidor, goril·la al Roseland Ballroom). Mentre fa de descarregador, li proposen 150 dòlars per llançar-se per una finestra de vidre en directe en un programa de televisió.
Comença a Broadway a Look, We've Come Through. El 1959/1961, apareix en la sèrie Riverboat de la NBC amb Darren McGavin. El 1960/1961, participa igualment en la sèrie The Blue Angels. Aquest mateix any, és convidat com estrella convidada en un episodi dels Germans Brannagan. Continua apareixent en altres shows a la televisió, entre els quals un paper d'indi a Gunsmoke de 1962 a 1965.
El 1961, roda la seva primera pel·lícula, Angel Baby. Seguint els consells de Clint Eastwood, deixa el sistema de Hollywood i va cap a primers papers en pel·lícules de baix pressupost, anomenats spaghetti western, com Navajo Joe (1966) i 100 Rifles (1969). Les seves interpretacions fan que trobi papers en pel·lícules de grans pressupostos. Però amb Delivrance de John Boorman el 1972 troba la seva notorietat i prefigura la continuació de la seva carrera. S'especialitza des de llavors en papers d'home fort, unint-ho amb les seves aficions, el futbol americà, a The Longest Yard(1974) de Robert Aldrich, o l'automobilisme interpretant dos personatges recurrents a Smokey and the Bandit (1977) i Cannonball ! (1981).
Afirma a la premsa que Albert Broccoli li ha proposat el paper de James Bond després de la marxa de Sean Connery, però ho va refusar declarant «que un americà no pot interpretar James Bond». El 1973, treu l'àlbum Ask Me What I Am. També ha cantat en duo amb Dolly Parton a  The Best Little Whorehouse in Texas.
El 1975, funda la Roburt Company i es llança a la realització de Gator (1976). El mateix any, posa nu a la revista Cosmopolitan del mes d'abril (volum 172, número 4).
Burt Reynolds ha aparegut igualment en una emissió consagrada a la pesca i a la caça, The American Sporstman, presentada per Grits Gresham i que porta celebritats al voltant del món.
El 15 de març de 1978, obté la seva estrella al Hollywood Walk of Fame i en el mateix any fa construir un cafè teatre a Jupiter, Florida. La seva notorietat li permet fer venir celebritats i els seus xous es fan amb la taquilla tancada.
En els anys 1980, les crítiques i el públic li retreuen papers cada vegada més similars i les seves pel·lícules fan cada vegada menys calaix. Amb el seu amic Bert Convy, coprodueix Win, Lose or Draw , un programa de televisió sobre el concepte del Pictionnary, on participa igualment.
Durant la primera meitat dels anys 1990, és l'estrella de la sèrie Evening Shade a la CBS.
Malgrat l'èxit, les finances de Burt Reynolds estan en vermell, per un estil de vida extravagant, males inversions, sobretot en una cadena de restaurants de Florida. Es declara en fallida el 1996. El mateix any, torna al cinema amb Striptease que és lloada per la crítica malgrat el fracàs de la pel·lícula al box office.
La seva carrera troba una nova empenta el 1997 amb Boogie Nights, i la crítica internacional saluda la seva feina de realitzador de pel·lícules X en el llargmetratge de Paul Thomas Anderson inspirat en la vida de l'actor porno John Holmes.
Però les seves pel·lícules següents no tenen l'èxit esperat, l'actor s'ha de conformar amb papers secundaris, com a The Longest Yard (2005) amb Adam Sandler en un remake de The Longest Yard  de la qual era el protagonista el 1974. La ironia vol que l'original de 1974 li va valer un premi Grammy i que un Razzie Award li sigui atorgat pel remake.
El 20 de maig de 2007, rep un premi que reconeix el conjunt de la seva carrera al 7è Taurus World Stunt Awards.
Ha refusat el paper de Han Solo per al primer Star Wars, ja que trobava el guió massa "infantil"

## Vida privada
En el transcurs de la seva vida, Burt Reynolds va mantenir una relació amorosa amb Tammy Wynette, Lucie Arnaz, Adrienne Barbeau, Susan Clark, Sally Field, Lorna Luft, Tawny Little, Pam Sceaux, Dinah Shore i Chris Evert. La seva relació amb Dinah Shore va atraure l'atenció tenint en compte el fet que era 20 anys més gran. Reynolds ha estat casat amb l'actriu Judy Carne de 1963 a 1965 i amb l'actriu Loni Anderson de 1988 a 1993 amb qui va adoptar un fill, Quinton Anderson Reynolds (nascut el 31 d'agost de 1988).

## Negocis
El 1982, Reynolds es va convertir en copropietari dels Tampa Bay Bandits, un equip professional de futbol americà en la USFL el malnom del qual està inspirat en el personatge de la pel·lícula Smokey and the Bandit. Fou igualment copropietari d'una quadra de NASCAR.

## Filmografia
- 1959: Riverboat, de Tay Garnett, Sidney Lanfield i John Rich (sèrie TV)

### Anys 1960
- 1960: Alfred Hitchcock Presents (sèrie TV)
- 1961: Angel Baby, de Paul Wendkos
- 1961: Armored Command, de Byron Haskin
- 1962: Gunsmoke, de John Meston (sèrie TV)
- 1965: Flipper le dauphin (1 episodi de la sèrie TV)
- 1965: Operation C.I.A., de Christian Nyby
- 1966: Navajo Joe, de Sergio Corbucci
- 1966: Blade Rider, Revenge of the Indian Nations, de Harry Harris, Vincent McEveety i Allen Reisner
- 1966: Hawk, de Richard Benedict, Tom Donovan, Paul Henreid i Leonard Horn (sèrie TV)
- 1968: Fade-In, de Jud Taylor i Alan Smithee (TV)
- 1969: 100 Rifles, de Tom Gries
- 1969: Sam Whiskey, d'Arnold Laven
- 1969: Impasse, de Richard Benedict
- 1969: Shark!, de Samuel Fuller

### Anys 1970
- 1970: Doble risc (Double Jeopardy), de Ralph Senensky i Virgil W. Vogel (TV)
- 1970: Skullduggery, de Gordon Douglas
- 1970: Hunters Are for Killing, de Bernard Girard (TV)
- 1970: Run, Simon, Run, de George McCowan (TV)
- 1970: Dan August (sèrie TV)
- 1972: Fuzz, de Richard A. Colla
- 1972: Deliverance, de John Boorman
- 1972: Everything You Always Wanted to Know About Sex * But Were Afraid to Ask, de Woody Allen
- 1973: Shamus, de Buzz Kulik
- 1973: White Lightning, de Joseph Sargent
- 1973: L'home que va estimar Cat Dancing (The Man Who Loved Cat Dancing), de Richard C. Sarafian
- 1974: The Longest Yard, de Robert Aldrich
- 1975: At Long Last Love, de Peter Bogdanovich
- 1975: W.W. and the Dixie Dancekings, de John G. Avildsen
- 1975: Hustle, de Robert Aldrich
- 1975: Lucky Lady, de Stanley Donen
- 1976: Silent Movie, de Mel Brooks
- 1976: Gator, de Burt Reynolds
- 1976: Nickelodeon, de Peter Bogdanovich
- 1977: Smokey and the Bandit, de Hal Needham
- 1977: Semi-Tough, de Michael Ritchie
- 1978: The End, de Burt Reynolds
- 1978: Hooper, l'increïble (Hooper), de Hal Needham
- 1979: The Orson Welles Show, d'Orson Welles (sèrie TV)
- 1979: Starting Over, d'Alan J. Pakula

### Anys 1980
- 1980: Rough Cut, de Don Siegel
- 1980: Smokey and the Bandit II, de Hal Needham
- 1981: The Cannonball Run, de Hal Needham
- 1981: Paternity, de David Steinberg
- 1981: La brigada de Sharky (Sharky's Machine), de Burt Reynolds
- 1982: The Best Little Whorehouse in Texas, de Colin Higgins
- 1982: Amics íntims (Best Friends), de Norman Jewison
- 1983: Stroker Ace, de Hal Needham
- 1983: Smokey and the Bandit Part 3, de Dick Lowry
- 1983: The Man Who Loved Women, de Blake Edwards
- 1984: Els bojos del Cannonball 2 (Cannonball Run II), de Hal Needham
- 1984: City Heat, de Richard Benjamin
- 1985: Stick, de Burt Reynolds
- 1986: Uphill All the Way, de Frank Q. Dobbs
- 1986: Shattered If Your Kid's On Drugs, de Burr Smidt (TV)
- 1986: Heat, de Jerry Jameson
- 1987: Malone, de Harley Cokeliss
- 1987: Out of This World (sèrie TV)
- 1987: Rent-a-Cop, de Jerry London
- 1988: Interferències (Switching Channels), de Ted Kotcheff
- 1989: B.L. Stryker: The Dancer's Touch, de William Fraker (TV)
- 1989: Physical Evidence, de Michael Crichton
- 1989: Un lladre i mig (Breaking In), de Bill Forsyth
- 1989: All Dogs Go to Heaven, de Don Bluth i Gary Goldman

### Anys 1990
- 1990: Modern Love, de Robby Benson
- 1990: King of Jazz, de Walter Klenhard (TV)
- 1990: Die Laughing, de Burt Reynolds (TV)
- 1990: Evening Shade (sèrie TV)
- 1992: Burt Reynolds' Conversations with... (TV)
- 1993: Cop and ½, de Henry Winkler
- 1993: Wind in the Wire (TV)
- 1993: The Man from Left Field, de Burt Reynolds (TV)
- 1995: The Maddening, de Danny Huston
- 1996: Frankenstein and Me, de Robert Tinnell
- 1996: Ciutadana Ruth (Citizen Ruth), d'Alexander Payne
- 1996: Striptease, d'Andrew Bergman
- 1996: Encantat de matar-te (Mad Dog Time), de Larry Bishop
- 1996: The Cherokee Kid, de Paris Barclay (TV)
- 1997: Meet Wally Sparks, de Peter Baldwin
- 1997: Raven, de Russell Solberg (TV)
- 1997: Bean, de Mel Smith
- 1997: Boogie Nights, de Paul Thomas Anderson
- 1998: Universal Soldier II: Brothers in Arms, de Jeff Woolnough
- 1998: Universal Soldier III: Unfinished Business, de Jeff Woolnough
- 1998: Crazy Six, d'Albert Pyun
- 1998: Hard Time, de Burt Reynolds (TV)
- 1999: Waterproof, de Barry Berman
- 1999: The Hunter's Moon, de Richard Weinman
- 1999: Hard Time: The Premonition, de David S. Cass Sr. (TV)
- 1999: Pups, de Ash
- 1999: Big City Blues, de Clive Fleury
- 1999: Stringer, de Klaus Biedermann
- 1999: Mystery, Alaska, de Jay Roach
- 1999: Hard Time: Hostage Hotel, de Hal Needham (TV)

### Anys 2000
- 2000: Una bona banda (The Crew), de Michael Dinner
- 2000: The Last Producer, de Burt Reynolds
- 2001: Driven, de Renny Harlin
- 2001: Tempted, de Bill Bennett
- 2001: Hotel, de Mike Figgis
- 2001: The Hollywood Sign, de Sönke Wortmann
- 2001: Auf Herz und Nieren, de Thomas Jahn
- 2002: Snapshots, de Rudolf van den Berg
- 2002: Time of the Wolf, de Rod Pridy
- 2002: Johnson County War, de David S. Cass Sr. (TV)
- 2002: Miss Lettie and Me, de Ian Barry (TV)
- 2003: Hard Ground, de Frank Q. Dobbs (TV)
- 2003: The Librarians, de Mike Kirton
- 2004: Without a Paddle, de Steven Brill
- 2005: Grilled, de Jason Ensler
- 2005: El clan dels trencalossos (The Longest Yard), de Peter Segal
- 2005: Dos sonats i molts revolts (The Dukes of Hazzard), de Jay Chandrasekhar
- 2005: Forget About It, de BJ Davis
- 2005: Legend of Frosty the Snowman (vidéo)
- 2006: Cloud 9, de Harry Basil
- 2006: End Game, d'Andy Cheng
- 2006: My name is Earl -Temporada 2, episodi 2
- 2007: King Rising, de Uwe Boll
- 2008: Deal, de Gil Cates Jr
- 2009: A Bunch of Amateurs, de Andy Cadiff

### Anys 2010
- 2010: Burn Notice (TV) Temporada 4 - Episodi 7
- 2011: Not Another Not Another Movie, de David Murphy
- 2011: Reel Love (TV) de Brian K. Roberts

## Videojocs
- 2002: Grand Theft Auto: Vice City: la veu de Avery Carrington
- 2011: Saints Row: The Third

## Premis i nominacions

### Premis
- 1991. Primetime Emmy al millor actor en sèrie còmica per Evening Shade
- 1992. Globus d'Or al millor actor en sèrie musical o còmica per Evening Shade

### Nominacions
- 1971. Globus d'Or al millor actor en sèrie dramàtica per Dan August
- 1975. Globus d'Or al millor actor en sèrie musical o còmica per The Longest Yard
- 1980. Globus d'Or al millor actor en sèrie musical o còmica per Starting Over
- 1991. Globus d'Or al millor actor en sèrie musical o còmica per Evening Shade
- 1992. Primetime Emmy al millor actor en sèrie còmica per Evening Shade
- 1993. Globus d'Or al millor actor en sèrie musical o còmica per Evening Shade
- 1998. Oscar al millor actor secundari per Boogie Nights[7]
- 1998. Globus d'Or al millor actor secundari per Boogie Nights
- 1998. BAFTA al millor actor secundari per Boogie Nights